# Zpověď dítěte svého věku
Zpověď dítěte svého věku (1836, Confession d'un enfant du siècle) je dvoudílný romantický román francouzského prozaika, dramatika a básníka Alfreda de Musseta, ve kterém autor líčí stav stálé citové prázdnoty, jež se stala životním pocitem celé jedné mladé generace uprostřed měšťácké společnosti po pádu Napoleona. Román je silně autobiografický, protože se do něho promítla autorova nešťastná láska k o šest let starší spisovatelce George Sandové.

## Obsah románu
Román je vyprávěn v první osobě. Jeho vypravěčem je mladý student Oktavius, který jako mnozí z jeho generace trpí tzv. „nemocí století“ („mal de siecle“), tj. pocitem slabosti, rozervanosti, beznaděje, ztráty idejí a duchovních jistot. Musset na začátku románu líčí původ této nemoci – rozčarování ze stavu společnosti, které následovalo po pádu francouzského císařství. S návratem starého řádu, představovaného monarchií, nastala doba hluboké společenské malátnosti spojená s existenciálním vakuem. Autor o tom píše: „Všechna nemoc tohoto století pramení ze dvou příčin: lid, který prošel rokem 1793 a 1814, nese v srdci dvě rány. Nic z toho, co bylo, už není, všechno to, co bude, ještě není“.
Východisko z této situace se Oktavius snaží najít v lásce. Zjistí ale, že jej jeho milenka podvádí s přítelem. Vyzve ho na souboj, ve kterém je zraněn. Fyzicky se sice uzdraví, ale definitivně ztrácí o lidech i o společnosti jakékoliv iluze. Zapomnění hledá ve společnosti cynických přátel a ve zhýralém životě, plném večírků, hýření a žen. Nic mu však nepomáhá, protože touží po lásce, ale žádnou ženu nedokáže upřímně milovat.
V té době dostane zprávu, že jeho otec umírá a chce jej ještě před smrtí vidět. Odjíždí za ním z Paříže na venkov, ale otce již naživu nezastihne. Rozhodne se na venkově zůstat a doufá, že zde najde klid. Jednoho dne se zde seznámí s vdovou Brigitou Piersonovou, krásnou ženou, která je asi o osm let starší než on. Zamiluje se do ní a postupně získá i její lásku. Po určité době však začnou Oktavia přepadat pochybnosti, zda ho bude Brigita stále milovat. Žárlí na všechny muže v jejím okolí, vyvolává scény a následně se Brigitou usmiřuje.
Pomluvy jejich okolí dovedou oba milence k tomu, že se rozhodnou odjet do Paříže a pak do Švýcarska. V Paříži se Brigita setkává se svým známým, panem Jindřichem Smithem. Oktavius opět žárlí a ze scén, které vyvolává, Brigita onemocní. Je stále smutnější a bledší, ale odmítá říct, co ji trápí. Nakonec ji Oktavius svým chováním donutí k tomu, že hledá oporu u Jindřicha Smitha, i když Oktavia stále miluje. Oktavius si uvědomí, že milostný vztah zničil a že by Brigitě neustále jen ubližoval. Neudržitelnou situaci řeší tím, že z vlastní vůle Brigitu opouští, ponechává ji Smithovi a odjíždí z Paříže, aby se s ní již nikdy nesetkal.

## Filmové adaptace
- Le confessioni di un figlio del secolo (1921, Zpověď dítěte svého věku), italský němý film, režie Gian Bistolfi.
- La confession d'un enfant du siècle (1974, Zpověď dítěte svého věku), francouzský televizní film, režie Claude Santelli.
- Confession d'un enfant du siècl (2012, Zpověď dítěte svého věku), francouzský film, režie Sylvie Verheydeová.[4]

## Česká vydání a adaptace

### Vydání
- Zpověď dítěte svého věku, Praha: Jan Otto 1900, přeložila Pavla Moudrá, znovu 1926.
- Zpověď dítěte svého věku, Praha: Rudolf Škeřík 1922, přeložil Jaroslav Zaorálek.
- Zpověď dítěte svého věku, Praha: Ladislav Kuncíř 1929, přeložil Jaroslav Zaorálek.
- Zpověď dítěte svého věku, Praha: Rodinná knihovna 1930, přeložila Marie Kloučková.
- Zpověď dítěte svého věku, Praha: SNKLHU 1957, přeložil Josef Pospíšil, znovu 1960.
- Dílo, Praha: SNKLHU 1966, obsahuje též Zpověď dítěte svého věku v překladu Josefa Pospíšila.
- Zpověď dítěte svého věku, Praha: Odeon 2015, přeložila Dana Melanová.

### Divadlo
- Zpověď dítěte svého věku, divadelní hra podle románu, autor adaptace Antonín Máša, v hlavních rolích Oldřich Kaiser a Zuzana Bydžovská, premiéra roku 1993 ve Stavoském divadle, režie Miroslav Krobot.[5]